# Banksinoma lanceolata
Banksinoma lanceolata är en kvalsterart som först beskrevs av Michael 1885.  Banksinoma lanceolata ingår i släktet Banksinoma och familjen Thyrisomidae.

## Underarter
Arten delas in i följande underarter:
- B. l. lanceolata
- B. l. bifurcata
- B. l. canadensis
- B. l. lunare
- B. l. oudemansi